# 남소문동천
남소문동천(南小門洞川)은 남산의 북쪽에서 발원하여 청계천으로 유입하는 하천이다. 장충단공원에서 일부 구간이 모습을 드러내며, 청계천의 수표교가 이곳에 옮겨져 있다. 지금은 대부분이 복개되어 도로로 쓰이고 있다. 옛 남소문 인근에서 발원하므로 이름이 붙었다.
준천사실에는 남소문동일파(南小門洞一派)로, 한경지략에는 남소동천수(南小洞川水)로, 동국여지비고에는 남소문동(南小門洞)으로 되어 있다. 이간수문천(二間水門川)이라고도 하며, 1950년대 이후 장충천(將忠川)이라는 이름으로 주로 불렸다.

## 한양도성과의 관계
이 하천의 하류인 을지로6가 일대는 도성 내에서 비교적 저지대이다. 남소문동천은 광희문 부근에서 두 갈래로 갈라져 청계천으로 각각 합류하였는데, 갈라져나가는 파류가 한양도성을 통과하여 빠져나갔다. 도성을 통과하는 수문은 홍예가 2개로, 따라서 이간수문이라고 한다. 이 외에 성종 때까지만 해도 삼간수문(홍예가 3개)이었던 오간수문(홍예가 5개)으로 청계천이 통과하였는데, 한양도성의 수문은 이간수문과 오간수문 뿐이다.